# Елахіє

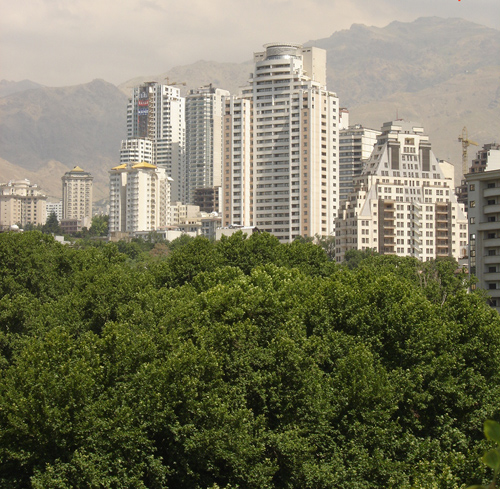
Новобудови Елахіє на тлі Ельбурса, вид з клубу посольства Росії

Елахійе (перс. الهیه) — престижний район в північному Тегерані. Входить в міську агломерацію Великий Тегеран в складі шахрестану Шеміранат. У Елахіє розташована найдорожча нерухомість в Тегерані. Крім того, в районі знаходиться безліч дипломатичних представництв, у тому числі посольства  Швейцарії і  Куби, а також клуб  російського посольства.
Проспект Фереште («Проспект Архангелів») — осередок ділового життя північного Тегерана. Тут розташована величезна кількість магазинів, ресторанів і представництв іноземних фірм. До входження до складу Тегерана район знаходився у власності  Мозафереддін-шаха, а потім — його дочки, що стала найбагатшою мешканкою Ірана.

## Див. Також
- Великий Тегеран